# Michel Schooyans
Michel Schooyans, né le 6 juillet 1930 à Braine-l'Alleud en Belgique et mort le 3 mai 2022 à Bruxelles, est un prêtre catholique belge, professeur et chercheur de l'université catholique de Louvain, à la faculté de théologie. Il est très engagé dans les questions d'éthique des relations internationales. Il est consulteur du Conseil Pontifical pour la Famille, auteur de nombreux ouvrages d'une portée internationale. Il est incollable sur la démographie, la mondialisation de l'économie, le libéralisme (dont il dénonce la "dérive totalitaire").

## Biographie
Michel Schooyans naît le 6 juillet 1930, à Braine-l'Alleud.
Il effectue ses études secondaires au Collège Cardinal Mercier à Braine-l'Alleud. En 1955, il est ordonné  prêtre pour l’archidiocèse de Malines-Bruxelles en 1955. Il obtient les grade de docteur en philosophie de l'Institut supérieur de philosophie de l'Université catholique de Louvain (1958), docteur en philosophie et lettres de la faculté de philosophie et lettres de l'UCL (1960) et docteur en théologie à la faculté de théologie de l'Université catholique de Lisbonne (1978).
L'abbé Michel Schooyans part enseigner à l'université pontificale catholique de São Paulo (PUC-SP), au Brésil (1959 à 1969). Il y exerce également un ministère paroissial dans un quartier déshérité de la mégalopole et est aumônier de la JOC.
À partir de 1964, il est en même temps professeur à l’Université catholique de Louvain. Il y enseigne la philosophie politique, les idéologies contemporaines, la morale sociale et les problèmes démographiques, thèmes sur lesquels il a écrit une vingtaine d’ouvrages. Il est souvent invité dans différentes universités d'Amérique latine et d'ailleurs.
Il effectue également des missions diverses dans des pays du Tiers-Monde.
Schooyans est membre de l’Académie pontificale des sciences sociales du Saint-Siège, de l’Institut royal des relations internationales de Bruxelles, de l’Institut de démographie politique de Paris, du Population Research Institute (en) de Washington.

## Sur ses publications
Dans son livre La face cachée de l' O.N.U., il critique vivement l'Organisation des Nations unies, qu'il taxe de positivisme juridique, de globalisme et de droit de l'hommisme. Il y décrit la façon dont la Déclaration universelle des droits de l'homme de 1948 a été détournée de ses intentions originelles, aboutissant à contester la souveraineté des États et visant à instaurer un état mondial appuyé par un ordre juridique approprié.

## Œuvres
Essais
- Démocratie et libération chrétienne. Lethielleux, Paris, 1985.
- Maîtrise de la vie, domination des hommes, Pierre Zech, 1986.
- L'Évangile face au désordre mondial, Éditions Fayard, 1997.
- La dérive totalitaire du libéralisme, Édition Mame, 1999.
- Le Crash démographique : De la fatalité à l'espérance, Le Sarment-Fayard, 2000.
- La face cachée de l'O.N.U., Fayard - Éditions le Sarment, 2000 « lire en ligne »(Archive.org • Wikiwix • Archive.is • Google • Que faire ?).
- Le terrorisme à visage humain, Éditions François-Xavier de Guibert, 2006.